# Список матчей сборной Хорватии по футболу (1940—1944)

2 апреля 1940 г. Матч Хорватской сборной со Швейцарией

Ниже представлен список матчей сборной Хорватии по футболу, проведённых командой в 1940—1944 годах.
Хорватский футбольный союз считает датой своего основания 1912 год, когда сама страна ещё входила в Австро-Венгрию. В 1919 году все спортивные федерации Хорватии перешли в ведение КСХС. 6 августа 1939 года ХФС вновь обрёл самостоятельность. 17 июля 1941 года ФИФА признала ХФС как национальную ассоциацию Независимого государства Хорватия и считала его своим членом до образования СФРЮ в 1945 году. Хорватские футболисты с 1945 по 1990 год выступали в составе сборной Югославии.
В 1940 году команда, представлявшая Хорватскую бановину, провела четыре международных матча со сборными Швейцарии и Венгрии (по две игры с каждой). Дебютировала хорватская сборная 2 апреля 1940 года в матче со сборной Швейцарии в Загребе. С 1941 по 1944 год сборная, представлявшая Независимое государство Хорватия провела 15 матчей. Её соперниками были сборные стран «оси» и их союзников (Германия, Словакия, Италия, Болгария, Венгрия и Румыния), а также нейтральная Швейцария. Всего за период с 1940 по 1944 год сборная провела 19 матчей, в которых 9 раз одерживала победы, 4 раза играла вничью и потерпела 6 поражений. Дважды команда крупно проигрывала Германии (оба раза со счётом 1:5) и один раз команде Италии (0:4). Самые крупные победы были одержаны над сборными Болгарии (6:0) и Словакии (6:1 и 7:3).
После Второй мировой войны Хорватия была включена в качестве субъекта федерации в Социалистическую Федеративную Республику Югославию. Хорватские футболисты с 1945 по 1990 год выступали в составе сборной Югославии. За эти 45 лет было разрешено провести всего один матч: в сентябре 1956 года, в период «оттепели» в странах соцлагеря, хорваты со счётом 5:2 обыграли сборную Индонезии. Ни один футболист, принимавший участие в этой встрече, не играл за Хорватию в 1940-е годы.

## Список матчей
В данном списке представлены все матчи сборной Хорватии с 1940 по 1944 год, расположенные в хронологическом порядке. Пронумерованы матчи, признаваемые УЕФА и ФИФА. По каждому матчу представлена следующая информация: статус матча, дата проведения, счёт, место проведения. В скрытых частях блоков находятся данные об авторах и минутах забитых голов, ссылки на источники, стадион, количество зрителей, составы команд, имена и гражданство главных судей матчей, а также источники информации. Блоки матчей выделены цветами в зависимости от исхода для Хорватии (оттенок зелёного цвета обозначает победу, жёлтого — ничью, красного — поражение).
| 2 апреля 1940 товарищеский матч | Хорватия                                        | 4:0 (0:0) | Швейцария | Загреб, Хорватская бановина, Югославия                                                                                                 |
| | Матекало 46′ · Цимерманчич 70′ 82′ · Лешник 84′ | [ 3 ]     |           | Стадион: Городской стадион Зрителей: 10 000 Судья: Джузеппе Скарпи (Италия) Помощники судьи: Антун Млинарич и Бранко Вишнич (Хорватия) |
| Хорватия: Гласер, Шурпина, Белошевич, Язбец, Язбиншек, Кокотович , Цимерманчич, Вёлфл, Лешник, Антолкович, Матекало Швейцария: Фойц, Штельцер, Леман, Шпрингер, Андреоли, Бушо, Биккель, П. Эби, Моннар, Амадо, Ж. Эби |                                                 |           |           | |

| 21 апреля 1940 товарищеский матч | Швейцария | 0:1 (0:1) | Хорватия  | Берн, Швейцария                                                        |
| |           | [ 4 ]     | 21′ Язбец | Стадион: Ванкдорф Зрителей: 15 000 Судья: Раффаэлле Скорццони (Италия) |
| Швейцария: Хубер, Минелли, Леман, Шпрингер, Вернати, Биксель, Биккель, Вагнер, Лихти, Амадо, Каппенбергер Хорватия: Гласер, Шурпина, Белошевич, Язбец, Язбиншек, Кокотович , Цимерманчич, Вёлфл, Лешник, Джянич, Матекало |           |           |           |                                                                        |

| 2 мая 1940 товарищеский матч | Венгрия   | 1:0 (0:0) | Хорватия | Будапешт, Венгрия                                                                          |
| | Дудаш 86′ | [ 5 ]     |          | Стадион: стадион на Иллёйской улице Зрителей: 18 000 Судья: Константин Рэдулеску (Румыния) |
| Венгрия: Чикос, Пакозди, Б. Шароши, Польгар, Кирай, Балог, Кинчеш, Д. Шароши, Тольди, Дудаш, Дьетваи Хорватия: Гласер, Шурпина, Брозович, Язбец, Язбиншек, Кокотович , Цимерманчич, Вёлфл, Лешник, Джянич, Матекало |           |           |          |                                                                                            |

| 2. | \| 8 декабря 1940 товарищеский матч \| Хорватия \| 1:1 (1:1) \| Венгрия \| Загреб, Хорватская бановина, Югославия \| \| \| Вёлфл 10′ \| [6] \| 26′ Шарвари \| Стадион: Городской стадион Зрителей: 8 000 Судья: Джузеппе Скарпи (Италия) Помощники судьи: Антун Млинарич и Бранко Вишнич (Хорватия) \| \| Хорватия: Гласер, Брозович, Белошевич , Джянич, Язбиншек, Раффанелли[хорв.], Цимерманчич, Вёлфл, Кациян, Живкович[хорв.], Матекало Венгрия: Чикос[венг.], Пакозди, Биро, Б. Шароши, Польгар, Лазар, Кинчеш, Д. Шароши, Шарвари[венг.], Бодола, Дьетваи \| \| \| \| \| |           |             | |
| 8 декабря 1940 товарищеский матч | Хорватия | 1:1 (1:1) | Венгрия     | Загреб, Хорватская бановина, Югославия                                                                                                |
| | Вёлфл 10′ | [ 6 ]     | 26′ Шарвари | Стадион: Городской стадион Зрителей: 8 000 Судья: Джузеппе Скарпи (Италия) Помощники судьи: Антун Млинарич и Бранко Вишнич (Хорватия) |
| Хорватия: Гласер, Брозович, Белошевич , Джянич, Язбиншек, Раффанелли, Цимерманчич, Вёлфл, Кациян, Живкович, Матекало Венгрия: Чикос, Пакозди, Биро, Б. Шароши, Польгар, Лазар, Кинчеш, Д. Шароши, Шарвари, Бодола, Дьетваи | |           |             | |

| 15 июня 1941 товарищеский матч | Германия                                                 | 5:1 (1:1) | Хорватия  | Вена, Германия                                                      |
| | Ленер 31′ 50′ (пен.) · Вальтер 65′ 80′ · Вилимовский 70′ | [ 7 ]     | 16′ Вёлфл | Стадион: Пратерштадион Зрителей: 8 000 Судья: Адольф Меш (Германия) |
| Германия: Ян, Сеста, Шмаус, Урбанек, Мок, Ганрайтер, Ленер, Ханеман, Ф. Вальтер, Вилимовский, Фидерер Хорватия: Гласер , Брозович, Дубац, Кокотович, Язбиншек, Джянич, Цимерманчич, Вёлфл, Кациян, Погачник, Плеше |                                                          |           |           |                                                                     |

| 8 сентября 1941 товарищеский матч | Словакия     | 1:1 (0:0) | Хорватия | Братислава, Словакия                                                |
| | Высoцкий 89′ | [ 8 ]     | 82′ Беда | Стадион: Пасиенски Зрителей: 15 000 Судья: Алоис Беранек (Германия) |
| Словакия: Рейманн, Радо, Ванак, Ковач, Порубский, Чодак, Болчек, Ференчик, Арпаш, Кучар, Высоцкий Хорватия: Гласер, Брозович , Дубац, Пукшец, Язбиншек, Кокотович, Лехнер, Беда, Вёлфл, Лешник, Антолкович |              |           |          |                                                                     |

| 28 сентября 1941 товарищеский матч | Хорватия                                    | 5:2 (3:0) | Словакия                 | Загреб, Хорватия                                                        |
| | Павлетич 5′ 34′ · Вёлфл 28′ 55′ · Плеше 46′ | [ 9 ]     | 75′ Бешина · 88′ Больчек | Стадион: Краньчевичева Зрителей: 12 000 Судья: Алоис Беранек (Германия) |
| Хорватия: Гласер, Брозович , Дубац, Пукшец, Язбиншек, Лехнер, Цимерманчич, Вёлфл, Павлетич, Антолкович, Плеше Словакия: Рейманн, Биро, Уйвари, Ковач, Порубский, Чодак, Болчек, Радо, Юркович, Бешина, Высоцкий |                                             |           |                          |                                                                         |

| 18 января 1942 товарищеский матч | Хорватия | 0:2 (0:1) | Германия                         | Загреб, Хорватия                                                       |
| |          | [ 10 ]    | 43′ (авт.) Брозович · 65′ Деккер | Стадион: Краньчевичева Зрителей: 12 000 Судья: Йосеф Моглер (Словакия) |
| Хорватия: Гласер, Брозович, Дубац, Пукшец, Язбиншек, Кокотович, Цимерманчич, Вёлфл, Павлетич (Лешник, 46′), Антолкович , Плеше Германия: Ян, Сеста, Шмаус, Вагнер, Мок, Ганрайтер, Риглер, Деккер, Конен, Ф. Вальтер, Дурек |          |           |                                  |                                                                        |

| 5 апреля 1942 товарищеский матч | Италия                                                       | 4:0 (0:0) | Хорватия | Генуя, Италия |
| | Габетто 55′ · Феррарис 58′ · Бьявати 63′ · Грезар 70′ (пен.) | [ 11 ]    |          | Стадион: Луиджи Феррарис (стадион) Зрителей: 20 000 Судья: Хельмут Финк (Германия) Помощники судьи: Скотто и Боггетти (Италия) |
| Италия: Гриффанти, Фони, Рава, Кампателли, Андреоло, Грезар, Бьявати, Лоик, Габетто, Маццола, Феррарис Хорватия: Урх, Брозович, Дубац, Лехнер, Язбиншек, Кокотович, Цимерманчич, Вёлфл, Лешник, Антолкович , Плеше |                                                              |           |          | |

| 12 апреля 1942 товарищеский матч | Хорватия                                                                  | 6:0 (3:0) | Болгария | Загреб, Хорватия                                                       |
| | Кациян 20′ · Вёлфл 26′ 48′ · Цимерманчич 38′ · Плеше 71′ · Антолкович 86′ | [ 12 ]    |          | Стадион: Краньчевичева Зрителей: 15 000 Судья: Йосеф Моглер (Словакия) |
| Хорватия: Урх, Брозович, Дубац, Лехнер, Язбиншек, Кокотович, Цимерманчич, Вёлфл, Кациян, Антолкович , Плеше Болгария: Талев, Зогафов, Недялков, Китанов, Стамболиев, Калычев, Симоновски, Богоев (Атанасков, 46′), Луков, Милев, Йорданов |                                                                           |           |          |                                                                        |

| 7 июня 1942 товарищеский матч | Словакия  | 1:2 (1:2) | Хорватия           | Братислава, Словакия                                             |
| | Фабьян 8′ | [ 13 ]    | 7′ 30′ Цимерманчич | Стадион: Пасиенки Зрителей: 15 000 Судья: Карл Веймар (Германия) |
| Словакия: Рейманн, Ванак, Радо, Чодак, Криштофик (Порубский, 46′), Биро, Арпаш, Болчек, Фабьян, Фёлдеш, Высоцкий (Дубовский, 46′) Хорватия: Монсидер, Брозович, Дубац, Лехнер, Язбиншек, Кокотович, Цимерманчич, Вёлфл, Кациян, Антолкович , Плеше |           |           |                    |                                                                  |

| 14 июня 1942 товарищеский матч | Венгрия  | 1:1 (0:0) | Хорватия               | Будапешт, Венгрия                                                                     |
| | Суса 60′ | [ 14 ]    | 78′ Плеше · 87' Кациян | Стадион: стадион на Иллёйской улице Зрителей: 35 000 Судья: Фридрих Мюллер (Германия) |
| Венгрия: Д. Тот, Олайкар, Сюч, Кишпетер, Пазманди, Б. Шароши, Фюзер, Женгеллер, Суса, Бодола, М. Тот Хорватия: Монсидер (Шимунич, 35′), Брозович, Дубац, Лехнер, Язбиншек, Кокотович , Цимерманчич, Вёлфл, Кациян, Павлетич, Плеше |          |           |                        |                                                                                       |

| 6 сентября 1942 товарищеский матч | Хорватия                                                          | 6:1 (1:0) | Словакия        | Загреб, Хорватия                                                        |
| | Вёлфл 32′ · Лешник 65′ 76′ 90′ · Антолкович 83′ · Цимерманчич 88′ | [ 15 ]    | 81′ Подградский | Стадион: Краньчевичева Зрителей: 9 000 Судья: Тодор Атанасов (Болгария) |
| Хорватия: Монсидер, Брозович, Дубац, Лехнер, Язбиншек, Кокотович, Цимерманчич, Вёлфл, Лешник, Антолкович , Плеше Словакия: Рейманн, Венглар, Радо, Ковач, Порубский, Чодак, Болчек (Лукнар, 46′), Малатинский, Биро, Арпаш, Подградский |                                                                   |           |                 |                                                                         |

| 11 октября 1942 товарищеский матч | Румыния               | 2:2 (1:2) | Хорватия                   | Бухарест, Румыния |
| | Раду 30′ · Богдан 70′ | [ 16 ]    | 9′ Цимерманчич · 18′ Вёлфл | Стадион: ANEF Зрителей: 9 000 Судья: Тодор Атанасов (Болгария) Помощники судьи: Тикэ Илиеску и Мьелу Петреску (Румыния) |
| Румыния: Павлович, Молдовяну, Негреску, Константинеску-Греку, Дрэган (Ветцер, 42′), Радо, Берару (Базиль, 46′), Михэйлеску, Раду, Филотти, Богдан Хорватия: Монсидер, Брозович, Дубац , Пукшец, Язбиншек, Айбек, Цимерманчич, Вёлфл, Кациян, Кодрня, Плеше |                       |           |                            | |

| 1 ноября 1942 товарищеский матч | Германия                                                    | 5:1 (2:0) | Хорватия  | Штутгарт, Германия                                                      |
| | Янес 20′ · Вальтер 43′ · Вилимовский 57′ 69′ · Клинглер 86′ | [ 17 ]    | 75′ Вёлфл | Стадион: Неккарштадион Зрителей: 50 000 Судья: Ференц Палашти (Венгрия) |
| Германия: Ян, Янес, Адамкевич, Купфер, Роде, Зинг, Ленер, Ф. Вальтер, Вилимовский, Урбан, Клинглер Хорватия: Гласер, Брозович, Дубац, Пукшец, Павлетич, Чайковский, Плеше, Вёлфл, Кациян, Коцеич, Кокотович |                                                             |           |           |                                                                         |

| 4 апреля 1943 товарищеский матч | Швейцария | 1:0 (1:0) | Хорватия | Цюрих, Швейцария                                                    |
| | Амадо 9′  | [ 18 ]    |          | Стадион: Хардтурм Зрителей: 8 000 Судья: Дженерозо Даттило (Италия) |
| Швейцария: Баллабио, Минелли, Герн, Шпрингер, П. Эби, Рикенбах, Биккель, Фридлендер, Амадо, Валашек, Ж. Эби, Хорватия: Монсидер, Брозович, Дубац, Лехнер, Язбиншек, Плеше, Цимерманчич, Вёлфл, Кациян, Антолкович, Кокотович |           |           |          |                                                                     |

| 10 апреля 1943 товарищеский матч | Хорватия       | 1:0 (0:0) | Словакия | Загреб, Хорватия                                                         |
| | Антолкович 65′ | [ 19 ]    |          | Стадион: Краньчевичева Зрителей: 10 000 Судья: Тодор Атанасов (Болгария) |
| Хорватия: Монсидер, Брозович, Дубац, Пукшец, Язбиншек, Лехнер, Цимерманчич, Кодрня, Кациян, Антолкович , Плеше Словакия: Рейманн, Ванак, Чодак, Бьелек, Порубский, Малатинский, Жачек (Дрояк, 46′), Ференчик, Тегельхофф, Станкович, Подградский |                |           |          |                                                                          |

| 6 июня 1943 товарищеский матч | Словакия  | 1:3 (1:1) | Хорватия                     | Братислава, Словакия                                             |
| | Данко 35′ | [ 20 ]    | 2′ 85′ Кокотович · 82′ Вёлфл | Стадион: Пасиенки Зрителей: 20,000 Судья: Петер Кронер (Румыния) |
| Словакия: Рейманн, Ванак, Чодак, Бьелек, Порубский, Малатинский, Пажицкий, Арпаш, Балажи, Венутти (Тегельхофф, 46′), Данко Хорватия: Гласер, Брозович, Дубац, Чайковский, Язбиншек, Лехнер, Цимерманчич, Вёлфл, Лешник (Коцеич, 46′), Кациян, Кокотович |           |           |                              |                                                                  |

| 16. | \| 9 апреля 1944 товарищеский матч \| Хорватия \| 7:3 (5:1) \| Словакия \| Загреб, Хорватия \| \| \| Вёлфл 8′ 19′ 76′ · Локошек 27′ · Цимерманчич 31′ · Лешник 37′ 70′ \| [21] \| 25′ 47′ (пен.) 88′ Арпаш \| Стадион: Краньчевичева Зрителей: 8 000 Судья: Иоганн Брандвейнер (Германия) \| \| Хорватия: Гласер, Брозович, Дубац[хорв.], Лехнер[хорв.], Язбиншек, Кокотович , Цимерманчич, Вёлфл, Лешник, Локошек, Плеше[хорв.] Словакия: Томанович[чеш.], Ванак[чеш.], Станкович[чеш.] (Карел[чеш.], 46′), Бьелек[чеш.], Бачкор[чеш.], Лукнар[чеш.], Болчек[чеш.], Арпаш, Тегельхофф[чеш.], Венутти[чеш.], Подградский[чеш.] \| \| \| \| \| |           |                          |                                                                             |
| 9 апреля 1944 товарищеский матч | Хорватия | 7:3 (5:1) | Словакия                 | Загреб, Хорватия                                                            |
| | Вёлфл 8′ 19′ 76′ · Локошек 27′ · Цимерманчич 31′ · Лешник 37′ 70′ | [ 21 ]    | 25′ 47′ (пен.) 88′ Арпаш | Стадион: Краньчевичева Зрителей: 8 000 Судья: Иоганн Брандвейнер (Германия) |
| Хорватия: Гласер, Брозович, Дубац, Лехнер, Язбиншек, Кокотович , Цимерманчич, Вёлфл, Лешник, Локошек, Плеше Словакия: Томанович, Ванак, Станкович (Карел, 46′), Бьелек, Бачкор, Лукнар, Болчек, Арпаш, Тегельхофф, Венутти, Подградский | |           |                          |                                                                             |